# Bohodarivka, Ciornuhî
Bohodarivka (în ucraineană Богодарівка) este localitatea de reședință a comunei Bohodarivka din raionul Ciornuhî, regiunea Poltava, Ucraina.

## Demografie
Componența lingvistică a localității Bohodarivka
     Ucraineană (99,16%)
     Alte limbi (0,84%)
Conform recensământului din 2001, majoritatea populației localității Bohodarivka era vorbitoare de ucraineană (99,16%), existând în minoritate și vorbitori de alte limbi.